# インディアカ

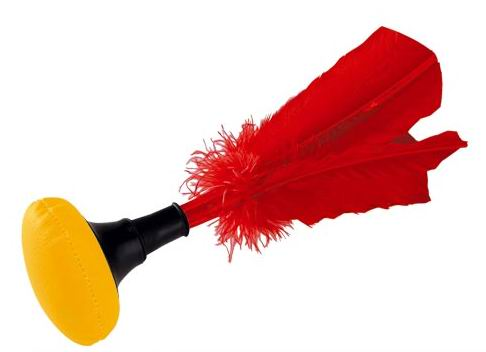
インディアカボール

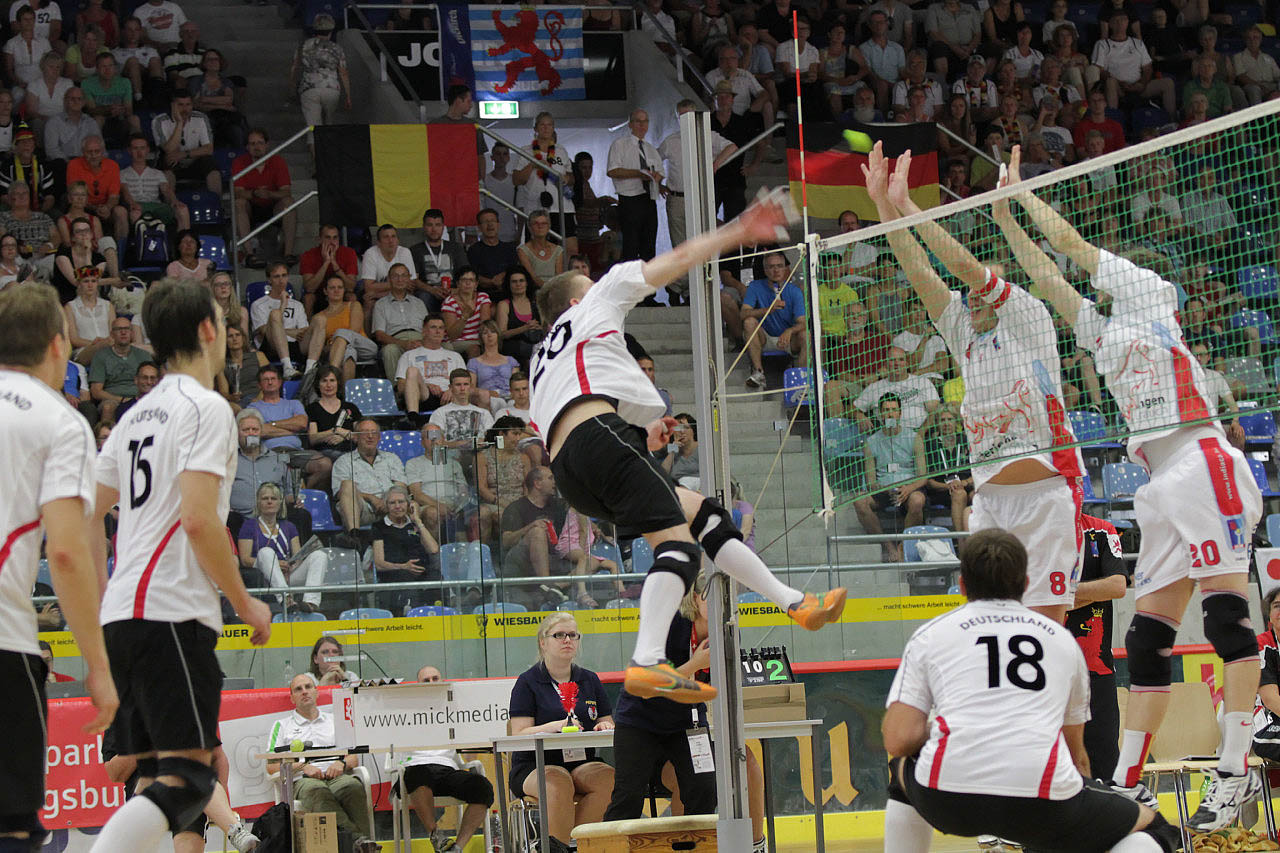
プレーの様子

インディアカ (ドイツ語: Indiaca）はドイツで考案されたニュースポーツで、インディアカボールないしインディアカと呼ばれる羽根のついたシャトルコック状のボールを、ネットをはさんで相対した2チームが互いに手で打ち合う団体競技。ドイツを中心にヨーロッパ諸国および日本で競技されている。

## 歴史
1936年、ブラジル、リオデジャネイロに滞在していたドイツ人体育教師、カールハンス・クローン（Karlhans Krohn）がコパカバーナビーチを散歩中にペテカと呼ばれるスポーツを知り、これを持ち帰ったのが始まりである。ペテカは南アメリカのインディオの間で行われていたとされ、「インディアン」と「ペテカ」の二つの語を組み合わせて「インディアカ」と命名された。クローンはこれをレクリエーションのための運動として考案していたが、ドイツYMCAやドイツスポーツ連盟を中心に普及が進み、競技スポーツへと発展した。1998年からドイツ体操連盟（DTB）がインディアカのドイツ国内選手権を開催している。2000年にはベルリンで国際インディアカ協会が設立され、ドイツをはじめ、イタリア、ルクセンブルク、スイス、スロバキア、エストニア、日本の7か国が加盟している。
日本には1968年頃にオーストリアから輸入され、当時はピンポンパンと呼ばれた。1970年代に日本レクリエーション協会がドイツのトリム用具としてインディアカを紹介、ドイツ製のインディアカボールを採用し、指導を開始した。1977年10月1日に日本インディアカ振興会が設立、1980年に日本インディアカ協会に改組（1995年に法人化、2010年に現在の一般社団法人に改組）され、以降、同協会を中心に生涯スポーツとして普及活動が行われている。全国スポーツ・レクリエーション祭の種目ともなっている。
インディアカから派生したスポーツとしては、ラケットでインディアカボールを打ち合うインディアカテニスがある。

## ルール
バドミントンのダブルスのコートを使って、ネットを挟んで4人対4人（国際大会では５人対５人）で対戦する。ネットの高さは、185cm、200cm、215cmがあり、年齢やチーム編成によって設定する。また、新ルールと旧ルールによってフォーメーションや後衛者アタック、サーブ可能エリア、レシーブ方法に若干の違いがある。
基本的にはバレーボールと同じルールで、インディアカと呼ばれる赤い羽根の付いたボールを、手のひらではじいて競技する。バレーボールと同様に、「サーブ」から始まり、「レシーブ」「トス」「アタック」と3回で相手コートへ返球する。
バレーボールと違うのは、基本的には片手でボールを打たなければならないことや、肘より先の手以外の体の部位にボールが触れると反則を取られること、1〜3打のいずれかにおいてボールがネットに触れたら、4打までが有効打として認められることである。たとえば、最終アタックをネットに引っ掛けてしまった場合においても、4打目に相手コートにボールが返れば反則とならない。サーブやスパイクのレシーブにおいては、両手でボールを受けることが許されている。ブロックのワンタッチは、１打には数えない。
現在は、日本インディアカ協会が定めた新ルールが主流となっている。旧ルールと新ルールの大きな違いは、旧ルールが前衛2人後衛2人であるのに対して、新ルールは前衛3人後衛1人であり後衛者がアタックラインを踏んで攻撃をすると反則を取られること、旧ルールはセンターラインの踏み越えは反則とならない（そもそもセンターラインが引いてない）が新ルールでは反則（パッシングセンターライン）を取られることなどである。新ルールでも旧ルールでもローテーションは行われる。21点もしくは18点のラリーポイント、2セット先取で争われることが一般的。大会によってはサイドアウト制や時間制で行われることもある。
ネットの高さは、男子・男女混合が215cm、シニア混合200cm、女子・シニア185cmであることが多い。

## 主な大会
2001年から世界選手権が、2002年からワールドカップが開催されている。日本国内では全国インディアカ大会やオールジャパンレディースインディアカ大会がある。
日本は2004年に世界選手権を、2015年にワールドカップをそれぞれつくば市とさいたま市で開催した。
詳細な結果や最新の結果は国際インディアカ協会ホームページを参照
| 開催年 | 開催地                                  | 男子           | 女子       | 混合       | シニア男子 | シニア女子 | シニア混合     |
| ------ | --------------------------------------- | -------------- | ---------- | ---------- | ---------- | ---------- | -------------- |
| 2001年 | タルトゥ · エストニア                   | ドイツ         | ドイツ     | ドイツ     | エストニア | ドイツ     | エストニア     |
| 2004年 | つくば 日本                             | ドイツ         | エストニア | エストニア | ドイツ     | ドイツ     | エストニア     |
| 2008年 | エッテルブリュック ドイツ               | ルクセンブルク | ドイツ     | ドイツ     | ドイツ     | ドイツ     | ドイツ         |
| 2013年 | ビーティッヒハイム＝ビッシンゲン ドイツ | ドイツ         | スイス     | ドイツ     | ドイツ     | エストニア | エストニア     |
| 2017年 | ロゾギ ポーランド                       | ドイツ         | エストニア | ドイツ     | ドイツ     | エストニア | ドイツ         |
| 2022年 | ルクセンブルク市 ルクセンブルク         | エストニア     | スイス     | ドイツ     | ドイツ     | エストニア | ルクセンブルク |

### メダルテーブル
| 順   | 国・地域       | 金 | 銀 | 銅 | 計  |
| ---- | -------------- | -- | -- | -- | --- |
| 1    | ドイツ         | 21 | 11 | 3  | 35  |
| 2    | エストニア     | 11 | 13 | 8  | 32  |
| 3    | ルクセンブルク | 2  | 6  | 9  | 17  |
| 4    | スイス         | 2  | 2  | 9  | 13  |
| 5    | 日本           | 0  | 4  | 7  | 11  |
| 合計 | 合計           | 36 | 36 | 36 | 108 |

| 開催年 | 開催地                        | 男子   | 女子       | 混合       | シニア男子 | シニア女子 | シニア混合     |
| ------ | ----------------------------- | ------ | ---------- | ---------- | ---------- | ---------- | -------------- |
| 2002年 | カールスルーエ ドイツ         | ドイツ | ドイツ     | エストニア | エストニア | ドイツ     | エストニア     |
| 2006年 | ヴィリャンティ · エストニア   | ドイツ | ドイツ     | ドイツ     | ドイツ     | ドイツ     | ドイツ         |
| 2010年 | タルトゥ · エストニア         | ドイツ | エストニア | エストニア | ドイツ     | ドイツ     | ドイツ         |
| 2015年 | さいたま 日本                 | ドイツ | スイス     | スイス     | ドイツ     | エストニア | ドイツ         |
| 2019年 | タルトゥ · エストニア         | ドイツ | ドイツ     | ドイツ     | ドイツ     | スイス     | ルクセンブルク |
| 2023年 | ルーズ＝アン＝エノー ベルギー | ドイツ | スイス     | ドイツ     | ドイツ     | 日本       | 日本           |

| 順   | 国・地域       | 金 | 銀 | 銅 | 計  |
| ---- | -------------- | -- | -- | -- | --- |
| 1    | ドイツ         | 23 | 8  | 7  | 38  |
| 2    | エストニア     | 6  | 18 | 12 | 36  |
| 3    | スイス         | 4  | 5  | 10 | 19  |
| 4    | 日本           | 2  | 4  | 5  | 11  |
| 5    | ルクセンブルク | 1  | 1  | 2  | 4   |
| 合計 | 合計           | 36 | 36 | 36 | 108 |

## レクリエーションインディアカ
愛知県にはレクリエーションインディアカと呼ばれる地域スポーツがある。レクインディアカとも呼ばれ、日本インディアカ協会が公式球とする赤い羽根のインディアカボールではなく、黄色い羽根のものを用いる。名古屋市では春と秋の年に2回、レクリエーションインディアカ大会が開催されるほか、市民スポーツ祭の種目にも含まれている。ネットは225cmで、必ず3回で相手コートに羽根を返さなければならない（赤い羽根のインディアカはワン返しや2回でもOK）。また、相手コートに羽根を返すときはフワッと返さなければならず、攻撃とみなされるような返し方をすると反則を取られる。
愛知県下では名古屋市以外でもレクリエーションインディアカが行われているが、知多半島北部の東海市や大府市・知多市・東浦町では、名古屋市とは異なり、インディアカ協会の旧ルールと同様にネット高さは男子・混合では200cm、女子185cmで赤い羽根のインディアカボールを用いる。ルールもインディアカに準じたもので、主なレク独自ルールは、必ず3人・3回（羽根のネット接触は1回のみ可とされ、その場合は4回まで許容）で相手コートに羽根を返さなければならないこと、ジャンプして打ち下ろすアタックが認められないこと（但し、床に身体の一部が接触した状態であればアタック可。また、水平より上向きに打ち出す場合はジャンプ可）の2点である。
3市1町のスポーツ部門が合同で主催する大会が毎年6月に開催されるほか、（多くは競技者団体の代表者で構成するレクインディアカ運営委員会の自主運営によるものであるが）各市町にて年あたり1～4回程度のレクリエーションインディアカ大会が実施されている。
試合は1セットあたり15点のラリーポイント制が主に採用される。プライベート大会では1試合10～12分程度の時間制を採用する例もある。